# Sân bay Sarh
Sân bay Sarh (IATA: SRH, ICAO: FTTA) là một sân bay ở thành phố Sarh, Tchad.

## Hãng hàng không và điểm đến
| Hãng hàng không  | Các điểm đến       |
| ---------------- | ------------------ |
| Tchadia Airlines | Moundou, N'Djamena |